# San Ramón (Chile)
San Ramón é uma das 32 comunas que compõem a cidade de Santiago, capital do Chile. A comuna limita-se: a norte com San Miguel; a leste com La Granja; a sul com La Pintana; a oeste com El Bosque e La Cisterna.